# Relevo da Região Norte do Brasil
O Relevo da Região Norte do Brasil, de forma geral, se caracteriza pela formação geológica com destaque as bacias de sedimentação contidas em estruturas cristalinas.
A bacia sedimentar do Amazonas apresenta-se de modo superficial como uma grande planície de características topográficas com aparência de homogeneidade, revestida de formações florestais e com povoamento fraco. Nela, a aparência suave das formas mascara, nesse meio tempo, características geologicamente estruturais e de complexidade de tectonismo.
Esta imensidão superficial de sedimentação vai da parte oriental para a parte ocidental da Ilha de Marajó até as fronteiras brasileiras dos territórios estaduais do Amazonas e do Acre, com os países latino-americanos da República da Colômbia, da República do Peru e do Estado Plurinacional da Bolívia, sendo responsável pela ocupação de uma área de 2 milhões de quilômetros quadrados. Tornando-se mais estreita na parte oriental, e tornando-se mais larga em direção ao sertão, a bacia de sedimentação é limitada pela zona pré-andina Amazônica e, mais para a parte ocidental, pelos dobramentos da zona subandina que são antecedentes aos grandes relevos da Cordilheira dos Andes.
Alongada da parte oriental para a parte norte-ocidental, a área de sedimentação faz limites, no lado setentrional pelo escudo das Guianas e, no lado meridional, pelo escudo Brasileiro, essas formações geomorfológicas de planalto que se modelam em formações rochosas pré-cambrianas.
A bacia de sedimentação e os escudos de periferia são banhados pela rede hidrográfica do Amazonas, que constitui-se pelo rio que empresta seu nome à bacia hidrográfica e seus afluentes, entre os quais podemos citar:
- pela margem meridional, o Madeira, o Purus e o Juruá, que nascem fora das fronteiras do Brasil, e o Tapajós e o Xingu, que têm origem no Planalto Brasileiro.[1]

- pela margem setentrional, o Japurá, o Negro e o Trombetas, que nascem em território andino da Bolívia e no Planalto das Guianas.[1]

Percorrendo nas regiões de relevo planáltico, sobre formações rochosas do escudo cristalino dos períodos arqueano e algonquiano ou sobre os terrenos sedimentares que os revestem, essas formações fluviais fazem a direção para a bacia de sedimentação, onde são desenvolvidas a grande medida do espaço ocupado pelos cursos d'água sobre os terrenos sedimentares do período Cenozoico. Entre esses acidentes geográficos fluviais, vulgo rios, podem ser citados o Japurá, o Juruá, o Purus e o Madeira, que se dão ao encontro com o Amazonas no trecho em que a bacia de sedimentação tem mais amplitude. Já os rios Negro, Trombetas, Tapajós e Xíngu, que são responsáveis pela drenagem para o médio e baixo curso do rio Amazonas, através de uma bacia de sedimentação de menor amplitude, possui somente seus cursos de relevo inferior sobre os terrenos sedimentares de idade recente.
Além destes acidentes geográficos fluviais, outros inúmeros afluentes e subafluentes poderiam ser citados na disposição composicional da maior bacia hidrográfica do planeta Terra - a bacia do rio Amazonas.
De modo topográfico, a Planícies e Terras Baixas Amazônicas e os escudos de periferia tem possibilidade de apresentarem nivelamentos, cuja superfície erosiva corta-os, mas, de modo geomorfológico, a planície tem comportamento como área subsidente, na qual os processos de formação sedimentar do período Holoceno predominam. Já as áreas de escudos que apresentam características tendenciais positivas de tectonismo e, na parte conjuntiva, os processos erosivos dominam.
Dessa forma, a bacia sedimentar foi responsável pela formação da extensa unidade geomorfológica denominada Planícies e Terras Baixas Amazônicas, cujas cotas altimétricas não ultrapassam os 100 metros, à medida que os espaços de escudos se erguem como formações planálticas ou passarão por um comportamento de cordilheiras como nas regiões serranas de Imeri-Tapirapecó, onde se situa o pico da Neblina, o ponto mais alto do Brasil, com a cota altimétrica máxima de 3 014 metros. Entre esses blocos de maior elevação estão aqueles que formam a região fronteiriça com a República Bolivariana da Venezuela, como as formações serranas de Parima e Pacaraima, com o monte Roraima, na cota altimétrica máxima de 2 875 metros. O conjunto cristalino que se estende da parte ocidental para a parte oriental forma também as formações serranas de Acaraí e Tumucumaque, que se dispõem alongadamente na parte setentrional do território estadual da Pará e, no seu extremo oriental, penetra no território estadual do Amapá, onde fica mais próximo das águas marítimas do Oceano Atlântico.
De volumes dimensionais de maior amplitude, porém de cotas altimétricas de maior redução, o bloco cristalino meridional é disposto de parte sul-ocidental para a parte norte-oriental através das formações serranas de Pacaás Novos e dos Parecis, estas com cobertura de sedimentação no território estadual de Rondônia, Apiacás e Cachimbo, no território estadual de Mato Grosso, e Seringa e Carajás, no território estadual do Pará.
Os escudos cristalinos se modelam em formações rochosas pré-cambrianas do embasamento gnáissico e formações rochosas cambrianas e ordovicianas e apresentam-se, em alguns espaços, envolvidos com capa por sedimentos do período Paleozoico e do período Mesozoico.
Revestidos por florestas e Campos Cerrados, os domínios cristalinos são ainda objeto de conhecimento de poucas pessoas, inclusive os especialistas no assunto, particularmente o trecho do escudo brasileiro.
A grande bacia sedimentar do Amazonas foi submetida por uma complexa evolução de tectonismo. Nela, as séries de sedimentação do período paleozoico foram depositadas sob o mar na época das transgressões marinhas que vieram da parte meridional-sul-oriental, em tempos paleozoicos inferior e médio. Como vieram da parte norte-ocidental e, logo, do geossinclíneo subandino são as transgressões paleozoicas superiores que sofreram interrupção em tempos mesozoicos. Desde então, a bacia sedimentar do Amazonas evoluiu sob situações condicionais próprias de um continente, exceção feita ao trecho da Ilha de Marajó, que ficou debaixo d'água em profundidades acima de 4 000 metros na época do Terciário.
O processo evolutivo da bacia de sedimentação contém em si fases de submersão, de emersão, penetrações de magmas em rochas causadoras de erupção, falhas e fraturas. No período pós-cretácico a grande vaga sedimentar do continente e lagos propiciou a deposição dos terrenos sedimentares dotadas de elasticidade da formação Barreiras, sendo, de então, o ato de abrir a drenagem para as águas marítimas salgadas do Oceano Atlântico.
A partir da estratigrafia quaternária, vêm sendo composição estrutural os pântanos da Amazônia (conhecidas pelos especialistas brasileiros como várzeas), mais amplas no curso mediano, particularmente a jusante da área urbana de Manaus. Tornando-se estreito na área urbana de Óbidos, as várzeas, ou seja, os pântanos tornam-se alargados de novo no curso baixo dos acidentes geográficos fluviais (rios) do Amazonas e do Tocantins, e no acidente geográfico insular de Marajó, semelhantes a uma grande foz formada por vários canais ou braços do leito do rio.
Desde a década de 1850 e a partir das últimas décadas do século XIX, as formações rochosas da bacia de sedimentação constituíram assunto pesquisável para organizações institucionais e indivíduos isolados com desejo pela pesquisa, que demonstravam interesse no conhecimento geológico da região e dos minérios. Dessa forma, parte que começa este estudo se dedica à uma volta no tempo cronológico das pesquisas de geologia (estudo da evolução do planeta Terra) e de geomorfologia (estudo do relevo) que se realizaram no território regional. Como começaram nas terras baixas, esses estudos se restringiam à área que se encontra às margens de um rio (ribeirinha) e às características geológicas superficiais e deles seu resultado foram os elementos que não podem ser dispensados para explicar as Planícies e Terras Baixas Amazônicas como um grande sinclíneo, de evolução dotada de homogeneidade.
Nas primeiras décadas do século XX novas perspectivas foram abertas ao conhecimento da camada mais profunda do solo ligeiramente abaixo da superfície, ou seja, o subsolo da Amazônia por meio das sondagens que se realizaram para pesquisar o carvão mineral e, de modo posterior, a desde o ano de 1940, com as sondagens de profundidade e estudos de geografia física do Conselho Nacional do Petróleo e da Petrobras. As idéias que se relacionam às característica homogênea do sinclíneo amazônico, que estavam em vigor no início do século XX, foram objetos de abandono pela ato de identificar das complexas unidades de geotectonismo a saber: a bacia do Amazonas, a bacia do Acre, e a bacia de Marajó.
No que diz respeitos aos estudos de geomorfologia, apenas grandes unidades podem ser objeto de identificação: as formações planálticas, que se correspondem aos trechos de escudos, e a terra baixa um pouco acima do nível do mar com os aspectos que se relacionam aos pântanos (no Brasil são chamados de várzeas) e às terras firmes.
Nestes quadros citados, conhecidos e descritos ao modo de localização, foram destacadas algumas das ações processuais que se atuaram na elaboração do modelado e alguns problemas de geomorfologia. Entre estes, os especialistas descreveram de modo sumário os problemas adaptados da drenagem às situações condicionais de estrutura, o das caraterísticas pantanosas (das várzeas) relativas às ações processuais sedimentares do período holoceno, e os de certas situações condicionais de clima antigo, explicando os resultados aplainados e sedimentares que apresentam correlação. No que se relaciona à formação Barreiras, tornou-se patente a diversificação das ações processuais que se responsabilizaram pelo vasto resultado sedimentar.
O relevo nortista abrange um vasto e mal conhecido campo de problemas de geomorfologia, no qual alguns de seus aspectos poderão ser
melhor objeto de conhecimento dos especialistas, como os estudos que vêm sendo objeto de elaboração pela Companhia de Pesquisa de Recursos Minerais (CPRM) na parte meridional do acidente geográfico fluvial do Amazonas. Recobrindo uma superfície de 1,5 milhões de quilômetros quadrados, as imagens fotográficas de satélite feitas pelo radar denominado Projeto Radambrasil, tiveram a oportunidade de dar suas contribuições para o conhecimento de características do modelado ainda objetos de conhecimento totalmente nulo na década de 1970, e para reformular as antigas premissas que se relacionam com a qualidade homogênea das situações condicionais e recursos da natureza que existem na imensidão da Amazônia.